# Пулоди, Тилло
Тилло Пулоди (тадж. Тилло Пӯлодӣ; лат. Tillo Pūlodī, 21 апреля (4 мая) 1912, Пиш Дарморахт, Ферганская область, Российская империя, Памир — 24 июля 1974, Душанбе, Таджикская ССР) — советский, таджикский поэт, писатель, Заслуженный учитель Таджикской ССР.

## Биография
Родился 21 апреля (4 мая) 1912 в кишлаке Пиш, Дарморахт, (Шугнанский район Горно-Бадахшанская автономная область, Республика Таджикистан) в семье поэта фольклориста Пулода Хусравбекова (Дарморахти).
С 1928 г. работал учителем начальных школ в Шугнанском районе ГБАО.
В 1940 г. окончил литературный факультет Душанбинского педагогического института им. Т. Г. Шевченко.
Преподавал в Хорогской средней школе № 3 им С. М. Кирова (1940—1945).
С 1945 г. — старший преподаватель кафедры таджикского языка и литературы Душанбинского педагогического института им. Т. Г. Шевченко.
Скончался 24 июля 1974 года в г. Душанбе, похоронен там же.

## Литературная деятельность
Первые публикации относятся к 1935 году, отдельными изданиями вышли:
- Поэма «Дар Поэта» (1945),
- Сборник стихов «Свободный Бадахшан» (1948),
- «Во имя счастья» (1958),
- «Весна радости» (1962),
- «Ленин всегда с нами» (1963),
- Цвети, Бадахшан! Стихи и поэмы (1965)[3],
- «Песня Октября» (1967),
- «Рассвет моей страны» (1970),
- «Плоды Октября» (1972),
- Голос сердца: Стихи (1982)[4].

Отдельные стихи напечатаны в сборниках:
- «Поэты Таджикистана» (изд. «Советский писатель» (1947),
- «От берегов Пянджа» (1949)[5].

Написал ряд трудов по истории и теории таджикской литературы:
- «Взгляд на дореволюционные рубаи Бадахшана» («Шарки Сурх», № 12, 1952),
- «Практика изучения литературы в 8-10 классах» («Мактаби совети», № 2, 1957),
- «Изучение биографии и творчества Рудаки в школе» (Ученые записки министерства просвещения Таджикской ССР, т. XXV, 1958),
- «Некоторые заметки о поэзии С.Айни» («Мактаби совети», № 6, 1965).

Отдельными изданиями вышли:
- «Критики религии в творчестве классиков таджикской литературы» (общ. «Знание», Душанбе, 1961),
- «Народные поэты Бадахшана» (1964)[6].
- Муравьишко: Сказка для школьного и младшего школьного возраста (1972)[1][2][3][4][5][6][7].

## Награды и звания
- Медаль «За доблестный труд в Великой Отечественной войне 1941—1945 гг.» (1945),
- Орден «Знак Почёта» (1950),
- Медаль «За доблестный труд. В ознаменование 100-летия со дня рождения Владимира Ильича Ленина» (1970),
- Грамота Президиума Верховного Совета Таджикской ССР (№ 11281, 1952 г.; № 18228, 1958 г.),
- Почётная Грамота Президиума Верховного Совета Таджикской ССР (№ 19370, 1954 г.; № 36451, 1972 г.),
- Почётное звание Заслуженный учитель школы Таджикской ССР (№ 264, 1961 г.),
- Отличник народного просвещения (№ 558, 1945 г.),
- Грамота ВСФК ЦИК СССР «Готов к труду и обороне» (№ 55014, 1936 г.)[1][2].

## Семья
- Отец — Пулод Хусравбеков (1857—1943) — был известен как просветитель, поэт фольклорист. Мать — Мародбахт Курбонасейнова тадж. Мародбахт Қурбонасейн. Братья: Пайшамбе Пулодов (1882—1957) — был известен как садовод; Косумбек Пулодов (1910—1962) — кузнец, плотник, был неподражаемым певцом-дафсоз и маддоҳ хон, прославляющий священные истории. Сестры: Бегимсултон Пулодова (1905—1975) — колхозница колхоза им XXII съезда КПСС; Резабегим Пулодова(1908—1975) — проживавшая на Афганской стороне, будучи замужем.
- Жена: Назархудоева Сумангул (1917—1993) — учительница начальных классов средней школы № 53 г. Душанбе. Сыновья: Шодмон Пулоди (1943—1995) — выпускник Московской государственной консерватории им. П. И. Чайковского, член Союза композиторов СССР, член Союза композиторов Таджикистана, советник по культуре, одновременно преподаватель в Кабульском лицее в Афганистане (1987—1988)[8]; Пулодов Пулод Тиллобекович (род. 1950) — журналист и полиграфист, живёт и работает в Москве; Пулодов Шараф Тиллобекович тадж. Пулодӣ Шараф Тиллозода (род. 1954) — выпускник юрфака ТГУ им В. И. Ленина, судья Верховного суда РТ. Дочери: Ватан Пулоди (1938—2009) — работала врачом-дефектологом РКБ № 3 им А. М. Дьякова (Караболо г. Душанбе); Бахор Пулоди (род. 1947) — лингвист, работала гидом-переводчиком ЗАО «Интурист Таджикистан»[8].

## Память
- На фасаде жилого дома (снесена) напротив парка Рудаки в Душанбе установлена мемориальная доска в память поэта Тилло Пулоди.
- На родине, в ГБАО его имя присвоено средней школе № 1 Шугнанского района (к. Нишусп).
- В Душанбе его имя носит одна из улиц Tajikistan.ru
- В честь 100-летия со дня рождения поэта и писателя Тилло Пулоди тадж. Ҷашни 100 солагии Тилло Пӯлодӣ (видеоматериал)

## Избранные сочинения
- Пулоди, Тилло. Цвети, Бадахшан! Стихи и поэмы. — Душанбе: Ирфон, 1965. — 71 с. — 5000 экз. — Российская государственная библиотека.
- тадж. Тилло Пӯлодӣ. «Дар Поэта» = «Тӯҳфаи Шоир». — Сталинабад: Госиздат при СНК Таджикской ССР, 1945. — 74 с. — 3000 экз.
- Пулоди, Тилло. От берегов Пянджа = Стихи мая-авг. 1949 г. Пер с тадж. «Аз соҳили Панҷ» / Под ред. Л. Климовича. Предисл. С. Бородина. — Сталинабад: Таджикгосиздат (Полиграфкомбинат), 1949. — 83 с. — 5000 экз. Российская национальная библиотека, Санкт-Петербург.
- Пулоди, Тилло. Муравьишко: Сказка: Для школьного и мл. школьного возраста / Иллюстр. Г. Шаркунова. — Душанбе: Ирфон, 1972. — 15 с. Российская национальная библиотека, Санкт-Петербург.
- Пулоди, Тилло. Голос сердца: Стихи. — Душанбе: Ирфон, 1982. — 367 с. — 5000 экз. — Российская государственная библиотека.
- тадж. Тилло Пӯлодӣ. Народные поэты Бадахшана = Шоирони халқии Бадахшон. — Душанбе: «Шарқи озод», 1999. — 160 с. — 2000 экз.